# Macharbek Chadarcev
Macharbek Chazbievič Chadarcev (in russo Махарбек Хазбиевич Хадарцев?; Suadag, 2 ottobre 1964) è un ex lottatore e politico russo specialista della lotta libera, che in seguito alla dissoluzione dell'URSS ha gareggiato per la Squadra Unificata e per la Russia, due volte campione olimpico e cinque volte campione del mondo.

## Carriera
Chadarcev ha gareggiato alle Olimpiadi di Seul 1988 in cui ha vinto la medaglia d'oro nella lotta libera, nella categoria dei pesi medio-massimi (fino a 90 kg.). Ha vinto una seconda medaglia d'oro alle Olimpiadi di Barcellona 1992, in rappresentanza della Squadra Unificata, nella stessa categoria.
In rappresentanza della Russia, ha partecipato anche alle Olimpiadi di Atlanta 1996, vincendo la medaglia d'argento, sempre nella categoria medio-massimi, perdendo l'incontro di finale con l'iraniano Rasul Khadem Azghadi.
Chadarcev, inoltre, ha vinto la medaglia d'oro ai Campionati del mondo di lotta libera del 1986, 1987, 1989, 1990 e 1991, tutte in rappresentanza dell'Unione Sovietica e nella categoria fino a 90 kg.
In rappresentanza della Russia e nella medesima categoria, ha vinto ai Campionati mondiali di lotta libera una medaglia di bronzo nel 1993 e due medaglie d'argento nel 1994 e 1995.
Abbandonata l'attività sportiva, è entrato in politica ed è stato eletto alla Duma nel 2001 per la lista Russia Unita, sostenitrice di Vladimir Putin.